# Ray Werner
Ray Werner (1935 – Fort Saskatchewan, 17 maggio 1998) è stato un giocatore di curling canadese.

## Biografia
Vinse l'edizione dei campionati mondiali di curling nel 1961 con Hector Gervais, Vic Raymer e Wally Ursuliak.
Nell'edizione la medaglia d'argento andò alla Scozia mentre quella di bronzo alla statunitense.